# Скрипач на крыше (скульптура)
Скульпту́рно-худо́жественная компози́ция «Скрипа́ч на кры́ше»  — бронзовая скульптура скрипача в Харькове, по замыслу авторов, посвящённая творческому потенциалу города. Открыта 18 апреля 2003 года, располагается на площади Конституции, 18/2, на углу крыши здания. Работа скульптора Сейфаддина Гурбанова. Прототипом скульптуры предположительно является альтист Юрий Башмет.
8 ноября 2016 года статуя «Скрипач на крыше» была демонтирована по инициативе одного из спонсоров её установки.
21 декабря 2016 года Харьковский городской голова Геннадий Кернес пообещал, что скульптура будет восстановлена.
15 марта 2017 года на площади Конституции, 18/2 появилась новая копия «Скрипача на крыше». Её изготовил тот же автор, что и создал оригинал, — Сейфаддин Гурбанов.

## История сооружения
Памятник был открыт 18 апреля 2003 года. Месторасположение композиции — Площадь Конституции 18/2, станция метро «Площадь Конституции». Скульптор — Сейфаддин Гурбанов, народный художник Украины (2010). Прототипом композиции, вероятно, стал известный альтист Юрий Башмет.
Скульптура «Скрипач на крыше» была установлена на крыше 4-этажного здания, которое было возведено в 1914 году по проекту архитектора И. Лидваля. Скрипач запечатлен во время игры на скрипке. Памятник посвящён всем харьковским художникам, артистам и музыкантам — людям искусства. Победители ежегодной харьковской премии «Народное признание» получают статуэтку, прототипом которой стала скульптурно-художественная композиция «Скрипач на крыше».
По замыслу создателей памятника, устремлённый к небу скрипач призван напоминать харьковчанам «об истинных талантах, которые никогда ни перед кем не склоняются».

## История восстановления
8 ноября 2016 года «Скрипач на крыше» был демонтирован по инициативе одного из спонсоров его установки. Демонтированная статуя была установлена на офисно-торговом центре Platinum Plaza по ул. Сумской, 70.
21 декабря 2016 года на сессии Харьковского городского совета Харьковский городской голова Геннадий Кернес дал обещание, что демонтированная скульптура будет восстановлена.

После установки нового памятника первый заместитель Харьковского городского головы Игорь Терехов отметил, что «Скрипач» «занял свое обычное место»: 
Все харьковчане привыкли, что он там стоит. Были долгие дебаты по этому поводу. Харьковский городской голова Геннадий Кернес пообещал установить скульптуру на прежнем месте и выполнил свое обещание.
Как сообщил Игорь Терехов, здание банка, на котором по инициативе руководства концерна «АВЭК» была установлена старая скульптура скрипача, сейчас находится в залоге.

## Мнения
По мнению В. Путятина, памятник является символом творческого потенциала деятелей культуры Харьковщины.
Юрий Шкодовский, ректор Харьковского национального технического университета строительства и архитектуры, бывший в 2001—2008 гг. главным архитектором Харьковской области и курировавший работы по установке памятника, высказал следующее мнение:

Мы постарались и композицию сделать не абстрактной, не в современных формах, а подтянуть их к классике. Там все увидят скрипача, классического. Это будет фрак. Это будет такая стройная утонченная фигура.

## Дополнительная информация
- Скрипач в Харькове не является первой в своем роде скульптурной композицией такого плана. Директор Харьковской центральной библиотеки ХНУ им. В. Н. Каразина Ирина Журавлёва пишет: «Как оказалось, скрипачи есть и в других городах: в Голландии скрипач играет, пробиваясь сквозь асфальтовое покрытие, а в Одессе это памятник литературному герою повести А. Куприна, королю одесских музыкантов, легендарному скрипачу из пивного кабачка „Гамбринус“»[2].
- Ирина Журавлёва также приводит следующую городскую легенду, связанную со скрипачом: «Один студент консерватории влюбился и, чтобы удивить свою избранницу, рискуя жизнью, заиграл мелодию любви на крыше дома. Он до сих пор играет для неё… Если вы услышите его музыку, значит, ваше сердце открыто для истинных чувств»[2].
- 8 ноября 2016 года статуя «Скрипач на крыше» была демонтирована. Как поясняла пресс-служба фонда «АВЭК» Александра Фельдмана, который подарил скульптуру городу, это произошло по инициативе нового собственника здания: «Новый владелец здания хочет её отремонтировать и поэтому решил убрать скульптуру с крыши дома на площади Конституции».[8]
- 15 марта 2017 года на площади Конституции 18/2 появилась новая копия «Скрипача на крыше». Её изготовил тот же автор, что и создал оригинал — Сейфаддин Гурбанов:«Я работал над второй скульптурой два с половиной месяца. Там могут отличаться складки на одежде, скрипка, есть и другие незначительные нюансы, которые заметны только мне, но на расстоянии их не видно».[9]